# Kolingsborg

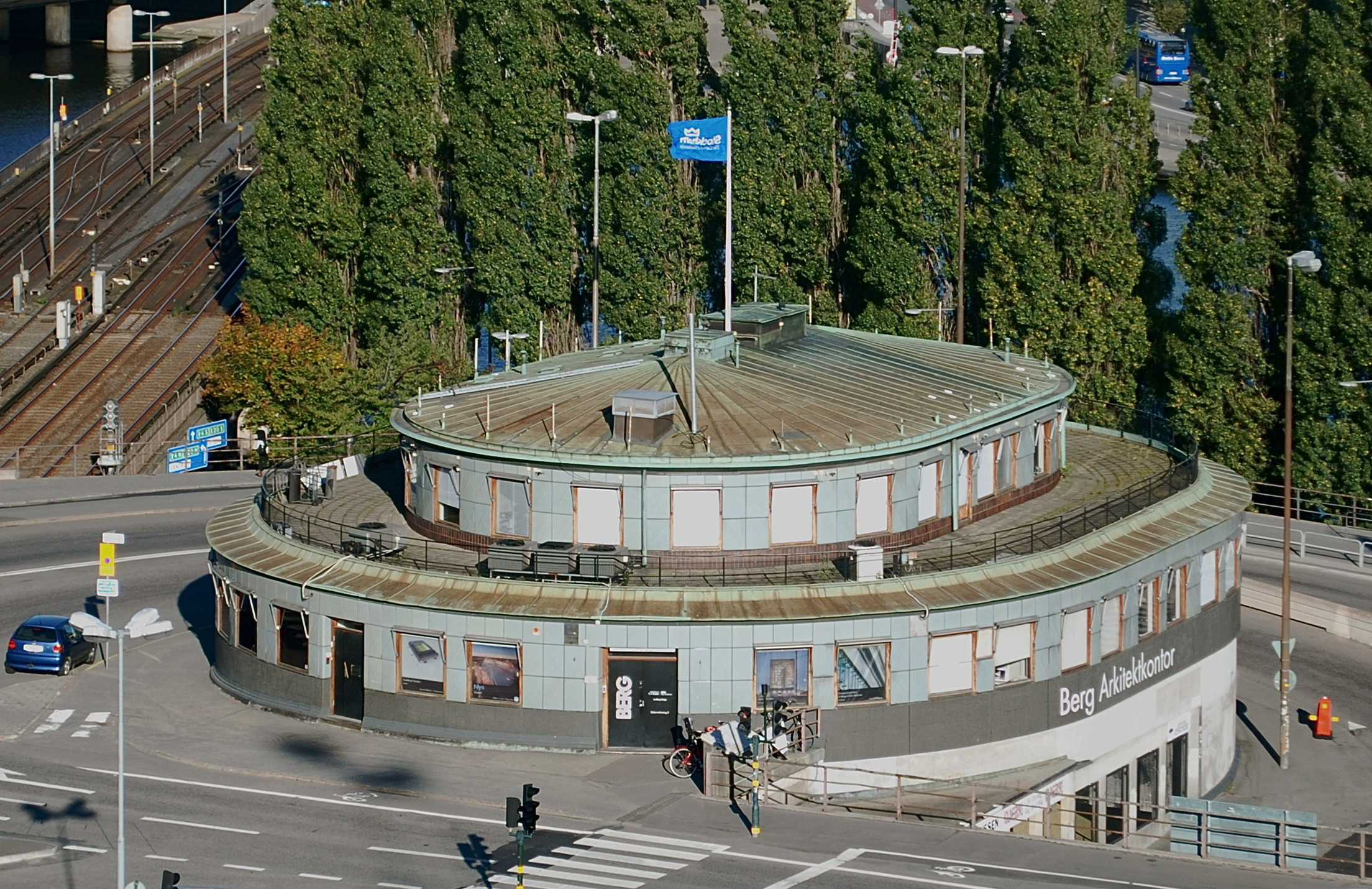
Kolingsborg från Katarinahissen 2010.

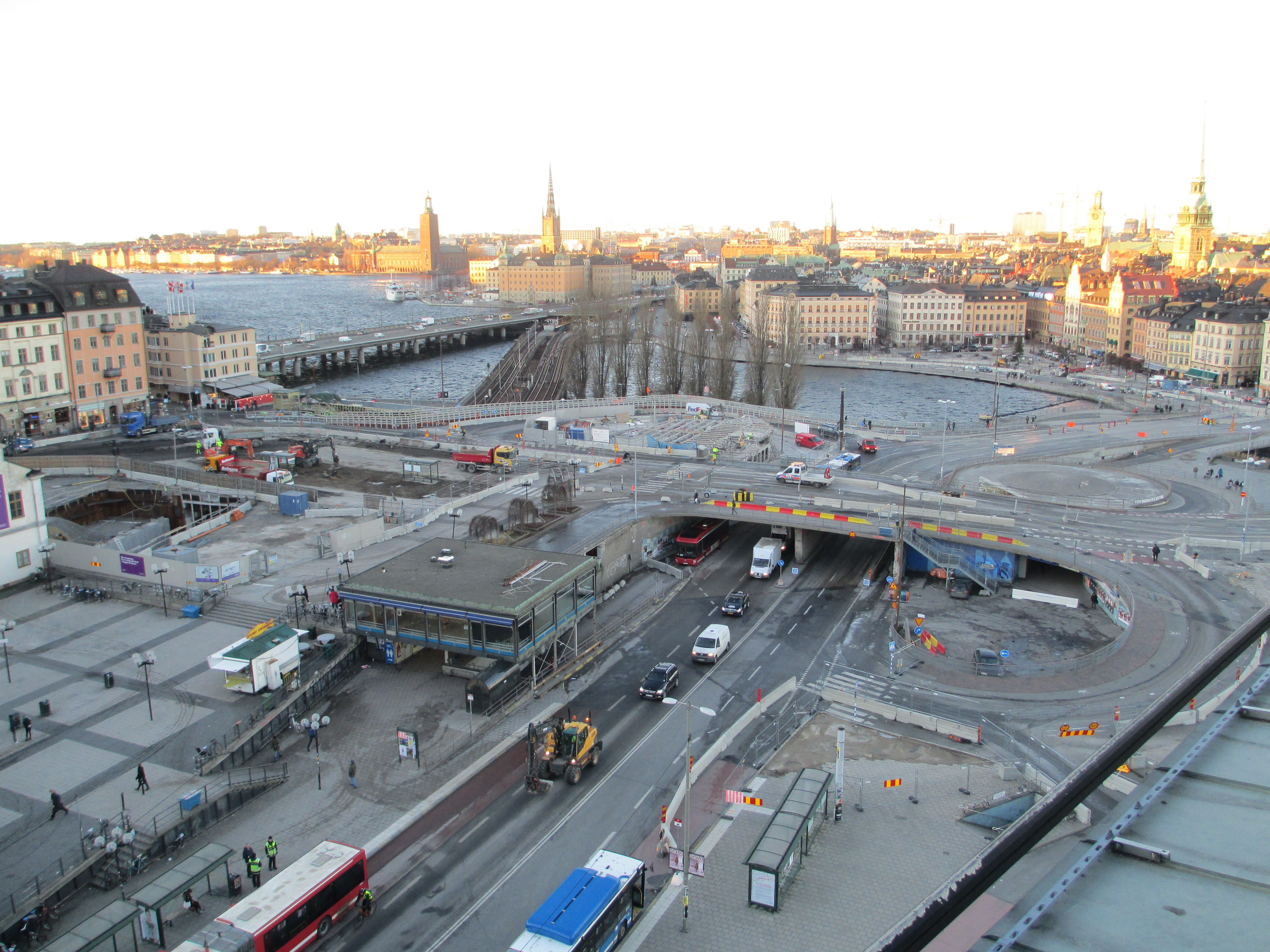
Byggnaden riven i december 2015.

Kolingsborg var en byggnad med adress Södermalmstorg 2 vid Slussen i Stockholm. Huset uppfördes 1953–54 av storbyggmästaren Olle Engkvist, efter ritningar av arkitekt Arthur von Schmalensee. Byggnaden inrymde i början lokaler för bland annat Stockholms Hamnar och senast en nattklubbslokal med namnet Kolingsborg som stängde i december 2013. Kolingsborg, som av Stadsmuseet i Stockholm klassificerats som grönmärkt, vilket är mellannivån i kulturhistoriskt värde (Hela Gamla stan liksom Katarinahissen är blåmärkt, den högsta nivån), revs under hösten 2015 i samband med bygget av Nya Slussen.

## Historik

### Namnet

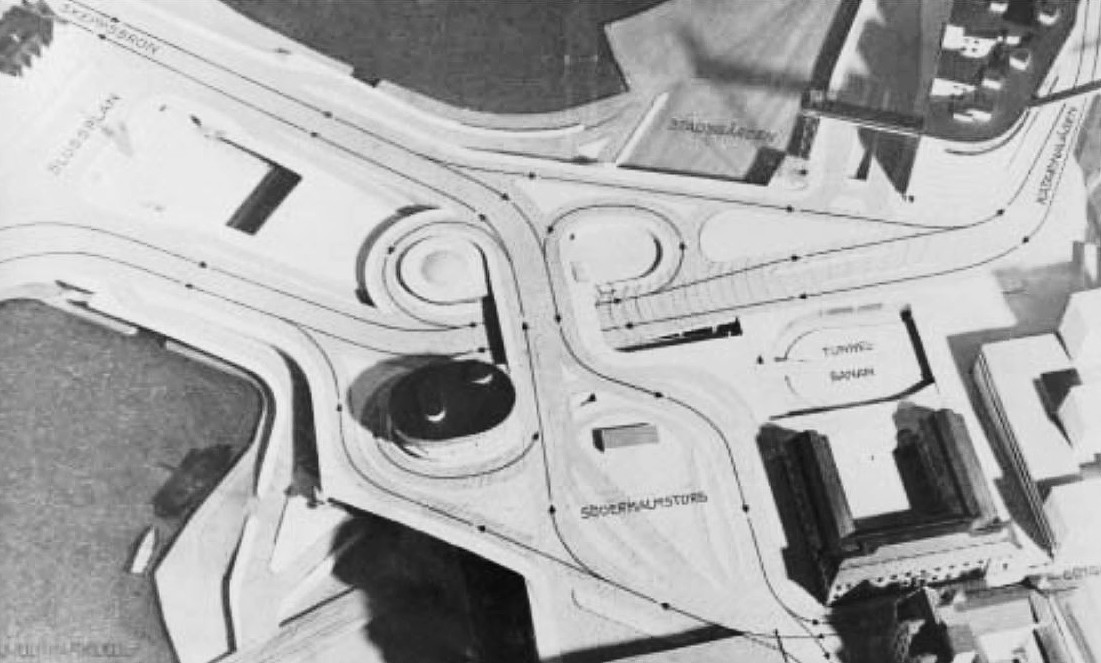
Modell från 1931 (norr är till vänster)

Byggnadens fastighetsbeteckning Södre Torn 1 härrör från det gamla yttre porttornet Södre Torn som var en del i Stockholm försvarsanläggningar från 1500-talet (se Söderport, Stockholm). Det var också namnet med vilket byggnaden presenterades i NUET-journalen som dokumenterade invigningen i december 1954.
Namnet Kolingsborg är ett arv från stuvarnas tidigare lokal som uppfördes vid den gamla Nils Ericsons sluss efter en strejk på 1890-talet. Denna barack fungerade som uppehållsplats för sjåarna vid en tidigare utropsplats under uppfartsbron mot Södermalm. Byggnaden kom att kallas Borgen, eller Kolingsborg efter Albert Engströms slitna stuvarkarikatyr Kolingen. Även det humoristiska namnet Sjåartårtan förekom.  År 1980 öppnades en ny personallokal i Stockholms Frihamn som ersatte Kolingsborg. Den nya lokalen kallades ”Nya Borgen”.

### Arkitektur

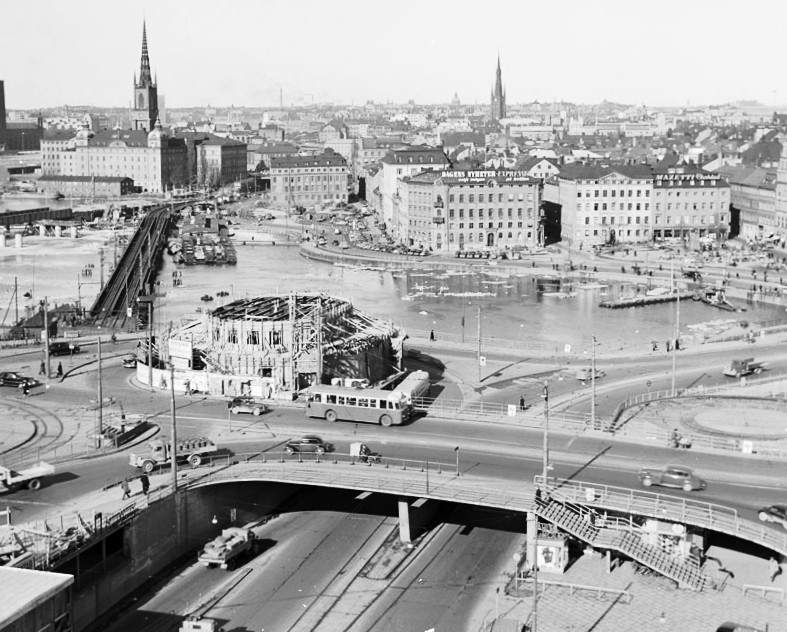
Kolingsborg byggs 1954.

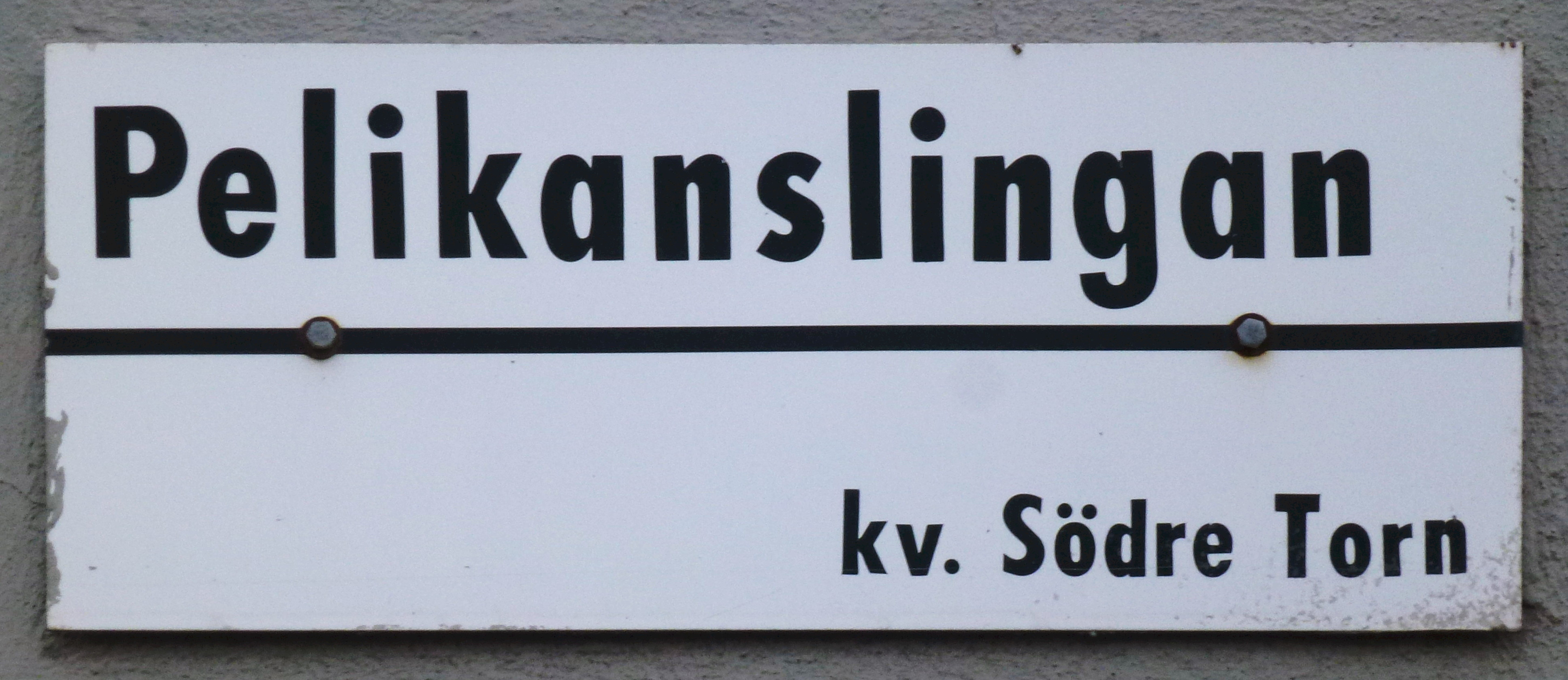
"kv. Södre Torn"

Som framgår av en modell från 1931 över Slussens trafikapparat planerades redan då en elliptisk byggnad i Västra slingan. Det var arkitekten Björn Hedvall som av Slussens upphovsman Tage William-Olsson fått i uppdrag att rita en ny restaurangbyggnad för Restaurang Pelikan, vilken rivits i samband med bygget av den nya trafikapparaten. Planen realiserades dock aldrig då William-Olsson ändrade mening och ansåg att en lösning utan bebyggelse var att föredra av såväl trafiktekniska som estetiska skäl.
Byggnaden uppfördes av storbyggmästaren Olle Engkvist för Stockholms Hamnarbetarkontor 1953–1954, efter ritningar av Arthur von Schmalensee. Kolingsborg upptog hela öppningen i Västra slingan (senare Pelikanslingan) i Slussens trafikapparat. Här fanns tidigare bara en stor öppning ned till den underliggande hamnbangården (senare Slussens bussterminal). Längs öppningens östra sida löpte den övertäckta Gula gången, som byggdes in i den nya byggnadskroppen. 
Huset hade en våning ovanför Pelikanslingan samt en indragen takvåning och flera källarvåningar. Fasaderna var klädda av emaljplåtar i grågrön kulör. Sockeln hade en yta av grågröna mosaikstenar. Den till formen elliptiska byggnaden kom att inrymma kontor för Stockholms Hamnar, Stuvareförbundet, Hamnarbetarfackföreningen samt personalutrymmen och avlöningskontor för hamnarbetarna. Under en tid fanns även den allmänna arbetsförmedlingen i huset.
Medan de övre planen inreddes för kontor utformades de nedre planen som en utropshall med två upphöjda talarstolar. Från dessa utropades dagens jobb fyra gånger om dagen, och hamnarbetarna fördelades här på de inneliggande fartygen. Utropshallen försågs med väggmålningar med motiv från hamnarbetarnas arbete, utförda av konstnären Ingemar Callenberg. När hallen blev ombyggd till diskotek målades väggarna i svart kulör, men Callenbergs målningar skyddades under paneler och fanns kvar fram till rivningen. I oktober 2015 rapporterades det att de var på väg att förstöras.

### Husets vidare öden

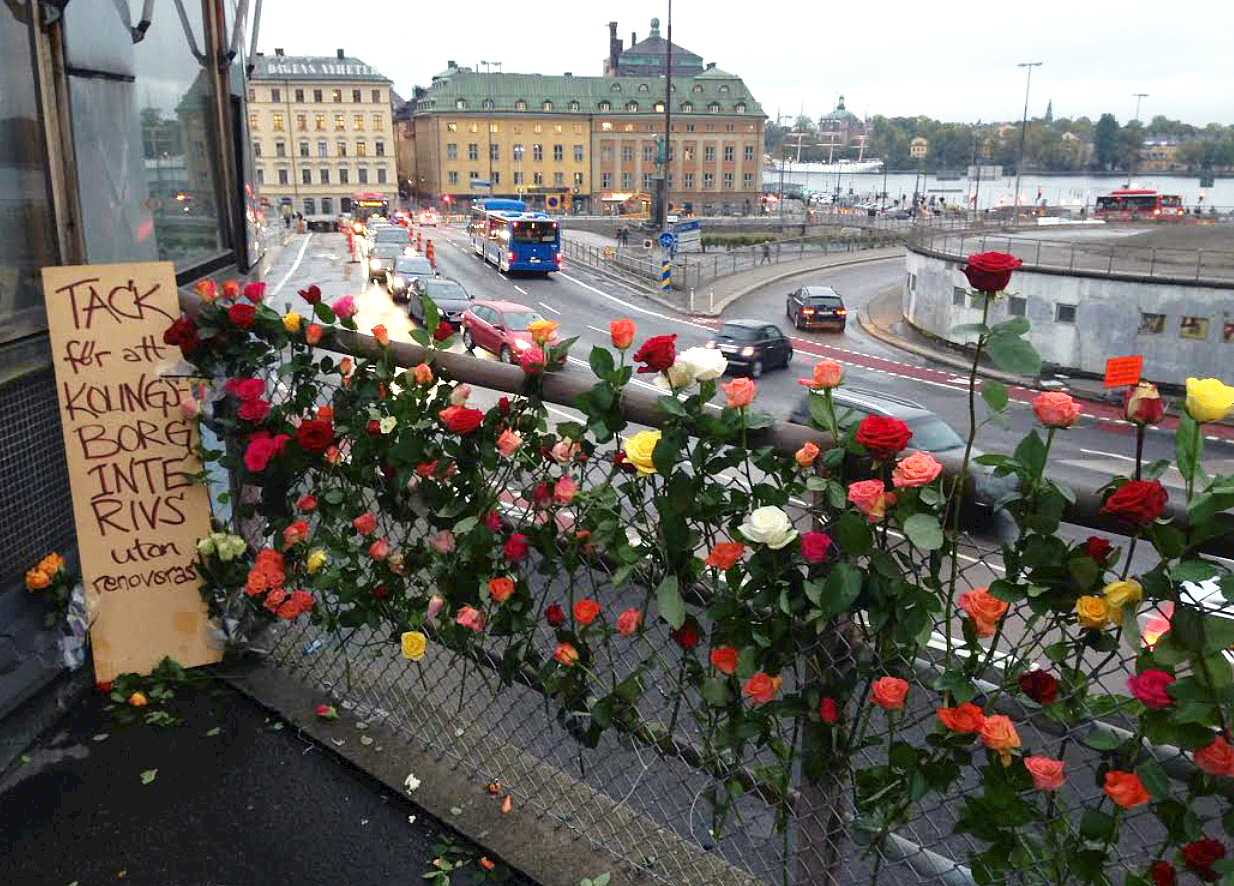
En "ros-manifestation" för Kolingsborgs bevarande, september 2014.

I mitten av 1970-talet flyttades hamnens verksamhet ut från byggnaden. Hamnarbetet hade då sedan länge i allt väsentligt övergått till Frihamnen, Värtahamnen och Norra Hammarbyhamnen där lokaler med motsvarande syfte hade uppförts. Huset byggdes om 1978 och kom fram till 2005 att inhysa Ålandslinjen, vilken senare blev Birka Line. Berg Arkitektkontor huserade i de övre planen till 2013 då de flyttade ut inför den planerade rivningen.
I de nedre planen byggdes utropshallen om och förvandlades till bingohall och diskotek (Bobbadilla Club), där bland annat de gamla avlöningskassorna kom att fungera som garderob och utropningsplatserna som discjockeybås. Sedan slutet av 1990-talet var nattklubben Kolingsborg känd för sina alternativ- och gayklubbar fram tills att lokalerna stängdes i december 2013 inför rivningen. År 2014 började Stadsmuseet i Stockholm demontera delar av fasadbeklädnaden som ett led att insamla föremål från platsen inför ombyggnaden för Nya Slussen.

### KonstprojektetOMSTart Slussen

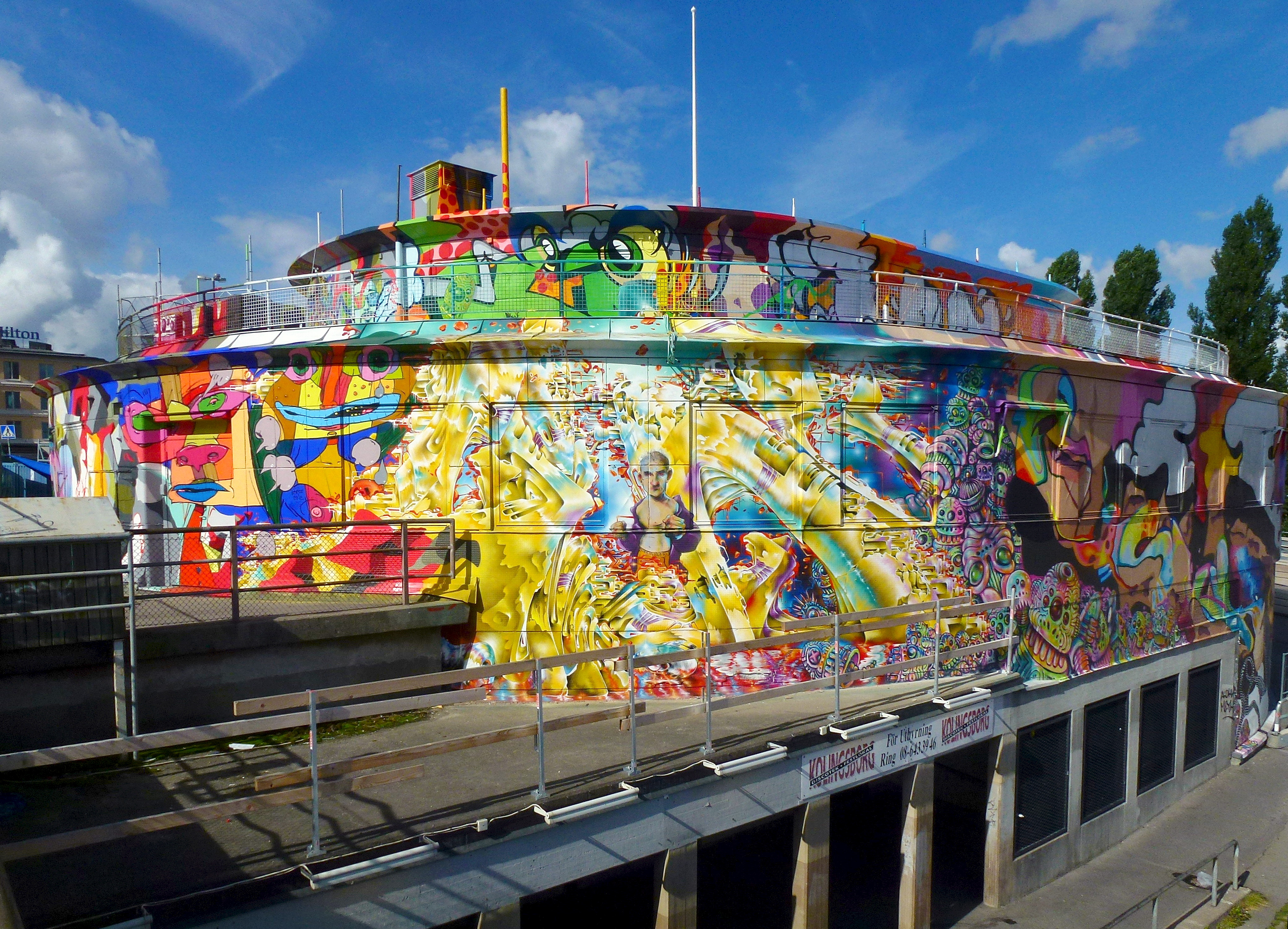
Konstprojektet "OMSTart Slussen", 2015.

I juni 2015 invigdes konstprojektet OMSTart Slussen initierat av Stockholms kommun genom Stockholm konst. Byggnadens fasad inklusive fönster och dörrar målades först vit och uppläts sedan till gatukonstnärer som successivt fyllde fasaden med målningar. Bland deltagande konstnärer fanns Ikaroz, Blue och Nug. Stockholm konsts chef Mårten Castenfors beskrev projektet som ett konstnärligt avsked till Kolingsborg. Projektet kritiserades av bland andra representanter för intresseföreningen Bevara Slussen som menade att Stockholms politiker leker med sina invånare och distraherar dem så att de inte ska bli upprörda. Andra kritiska röster har även uppmärksammat Ingemar Callenbergs fresker i Kolingsborg.

### Rivning
Efter att en ny genomförandeplan för Slussenprojektet antogs av Stockholms kommunfullmäktige den 28 september (med 91 ja-röster mot 6 nej-röster) började rivningsarbetena den 1 oktober 2015 med rivning av Kolingsborg. Därmed avslutades även konstprojektet OMSTart Slussen.

## I populärkulturen
Kolingsborg fungerade som inspelningsplats för diskotekscenerna i Staffan Hildebrands film G – som i gemenskap från 1982.

## Bilder
Fasaddetaljer

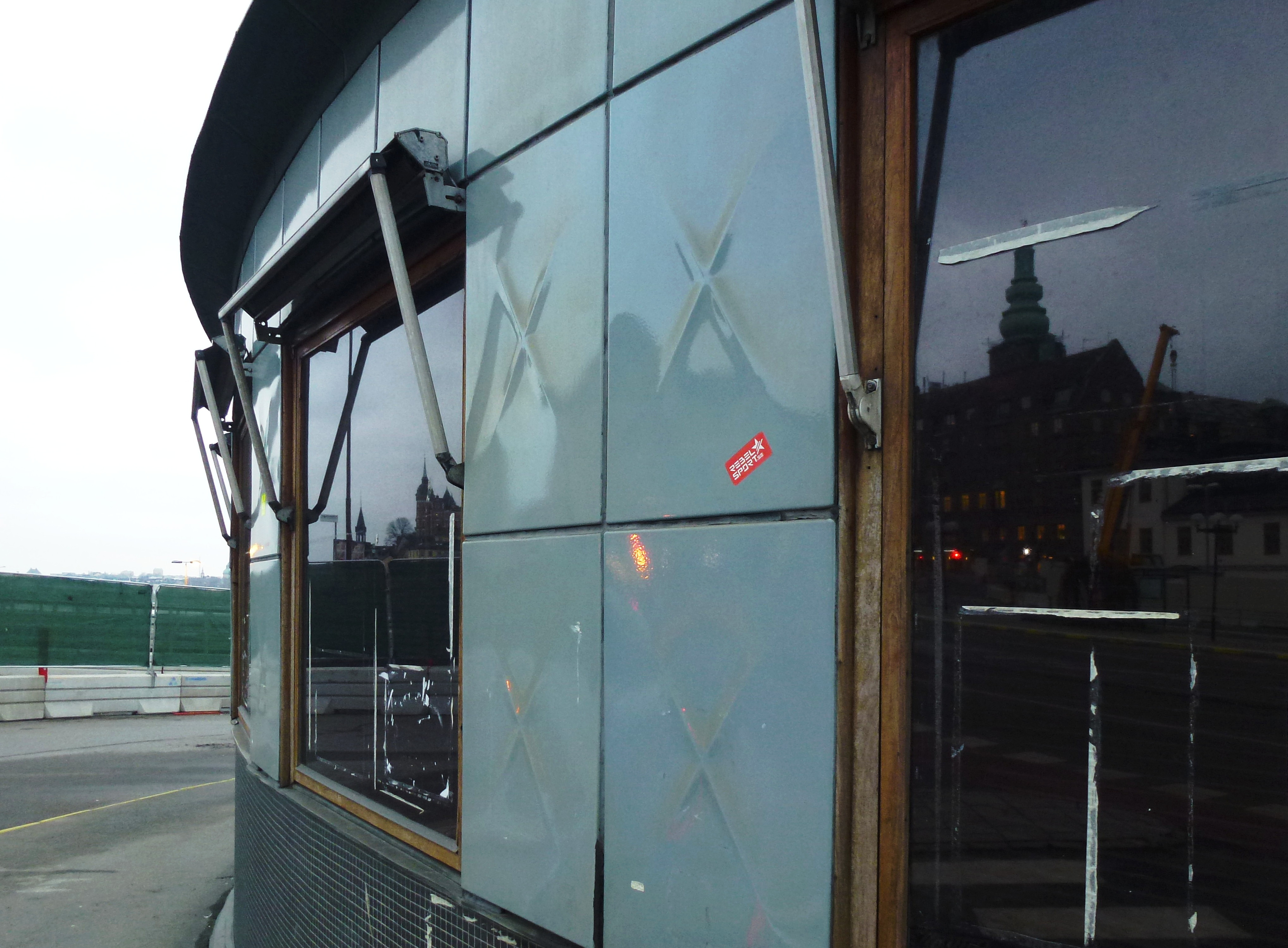
December 2014
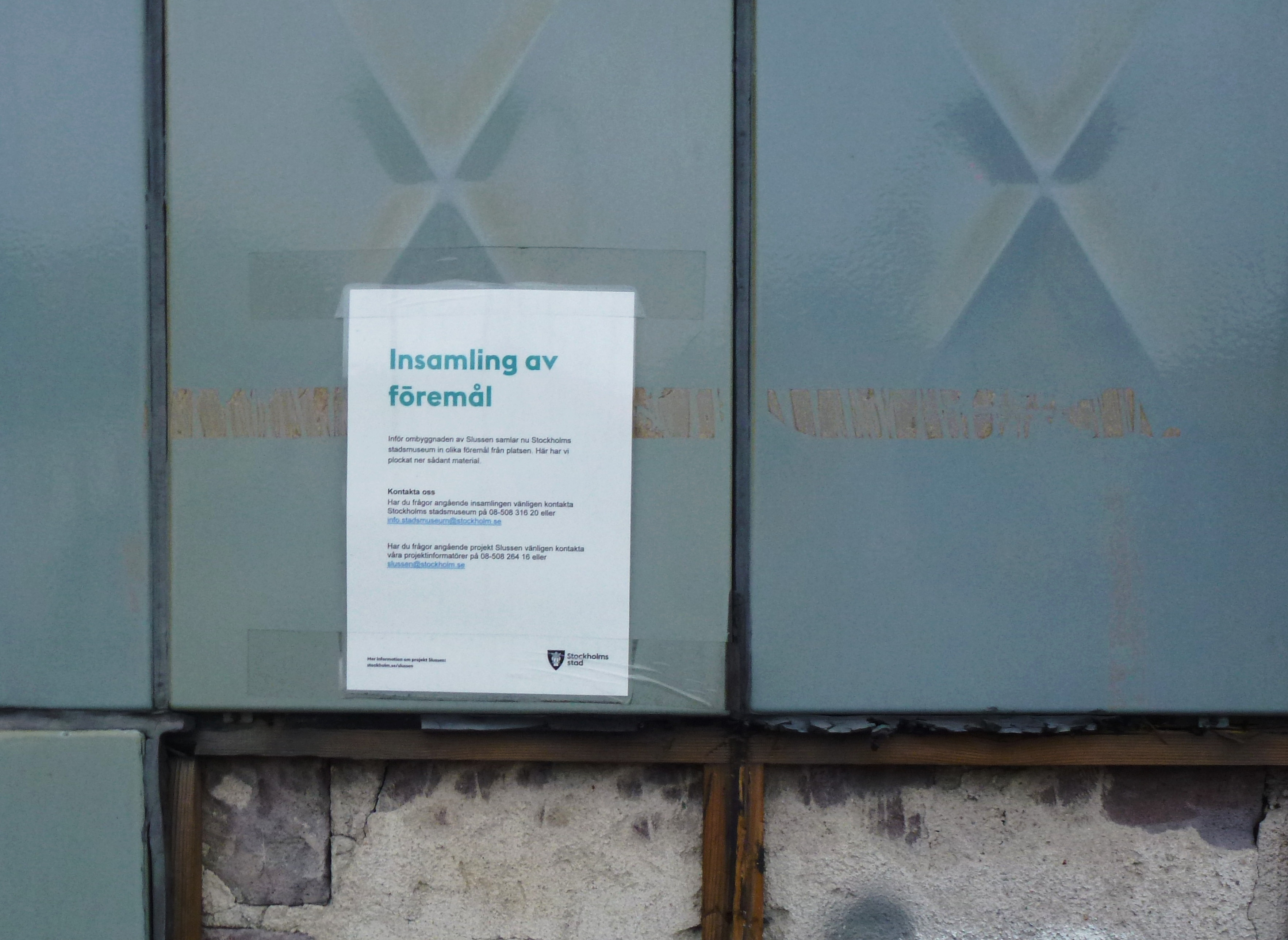
"Insamling av föremål", 2014
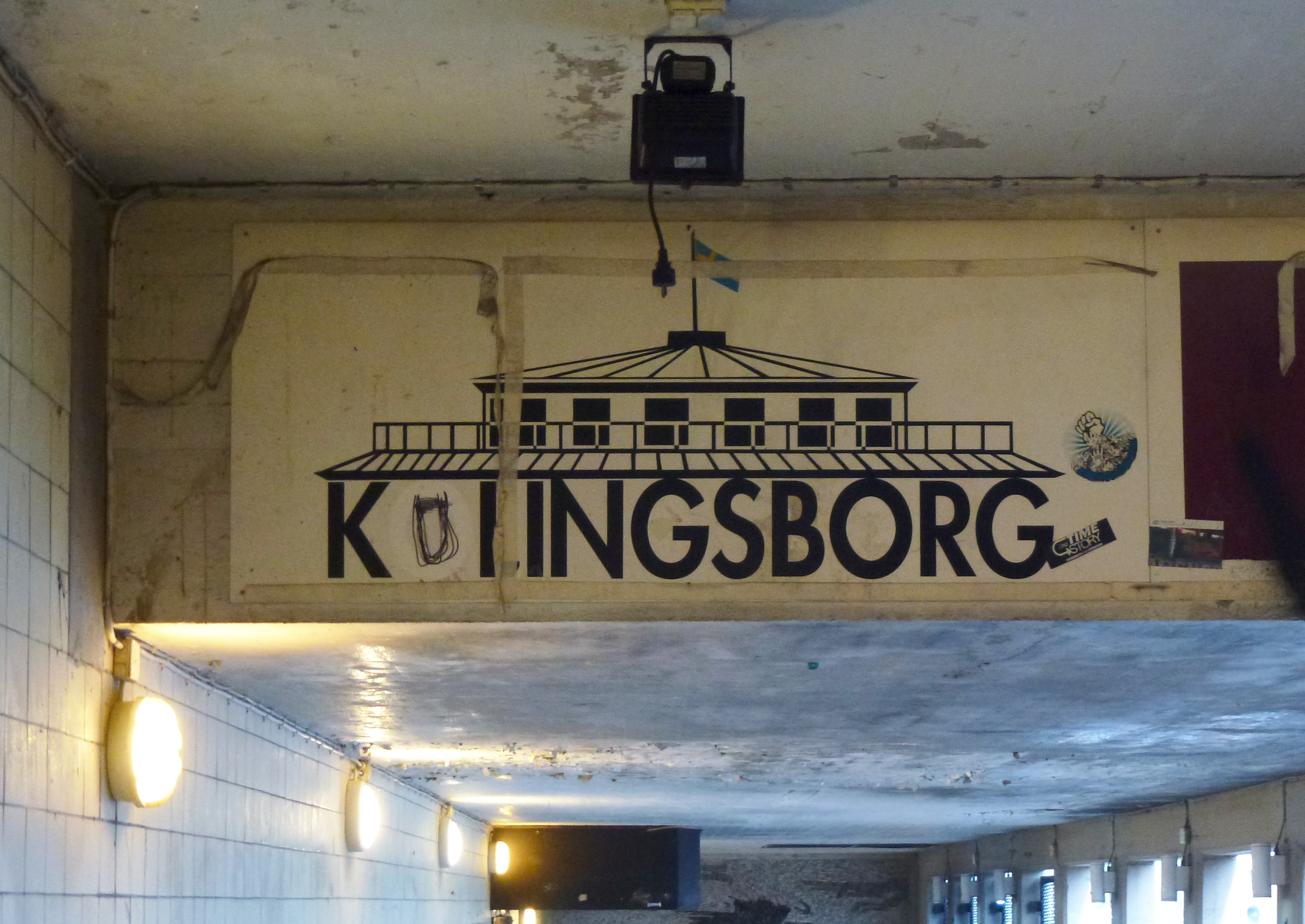
I Gula gången, 2014
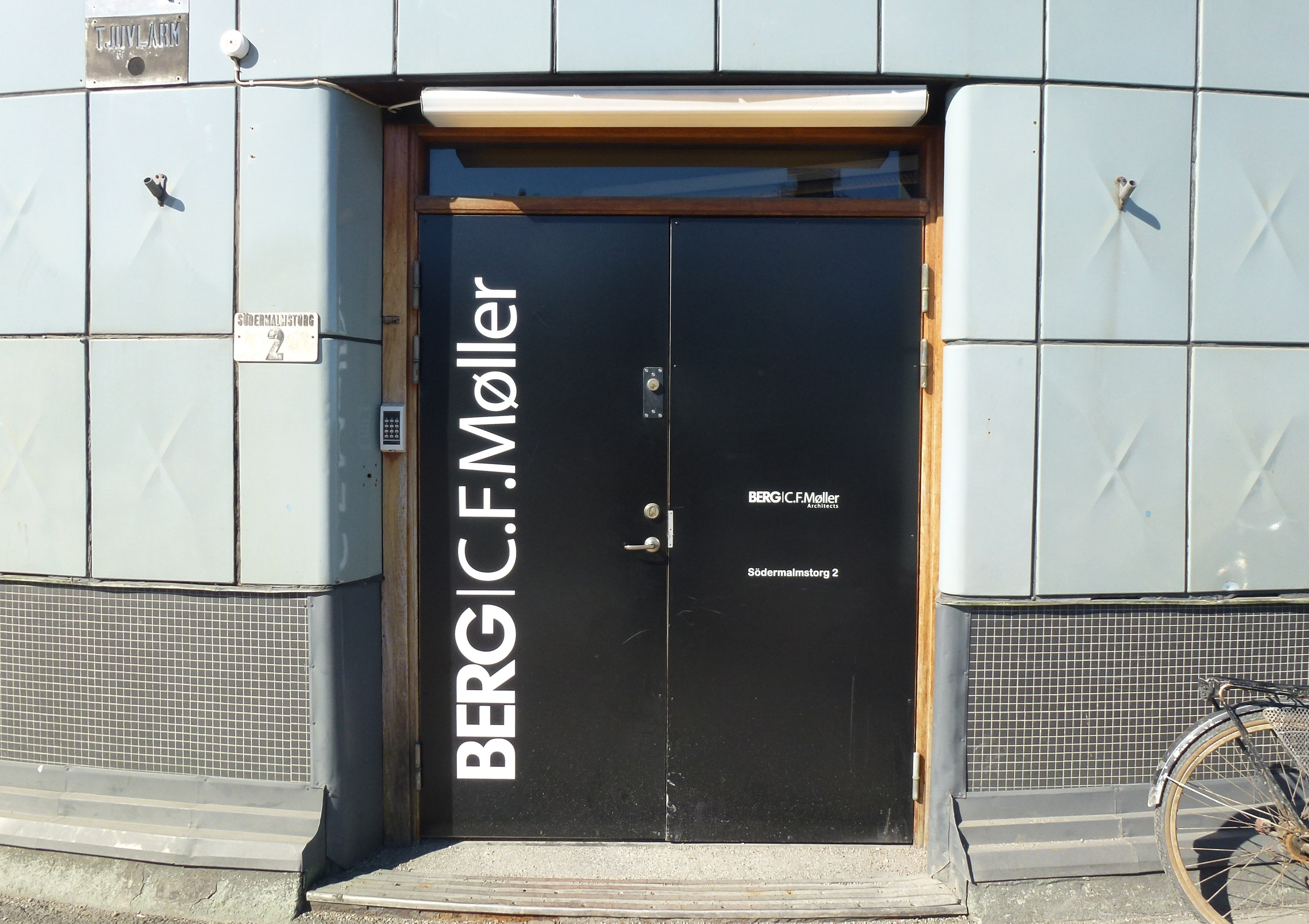
Berg & Møllers kontor, 2013

Interiörer i september 2015

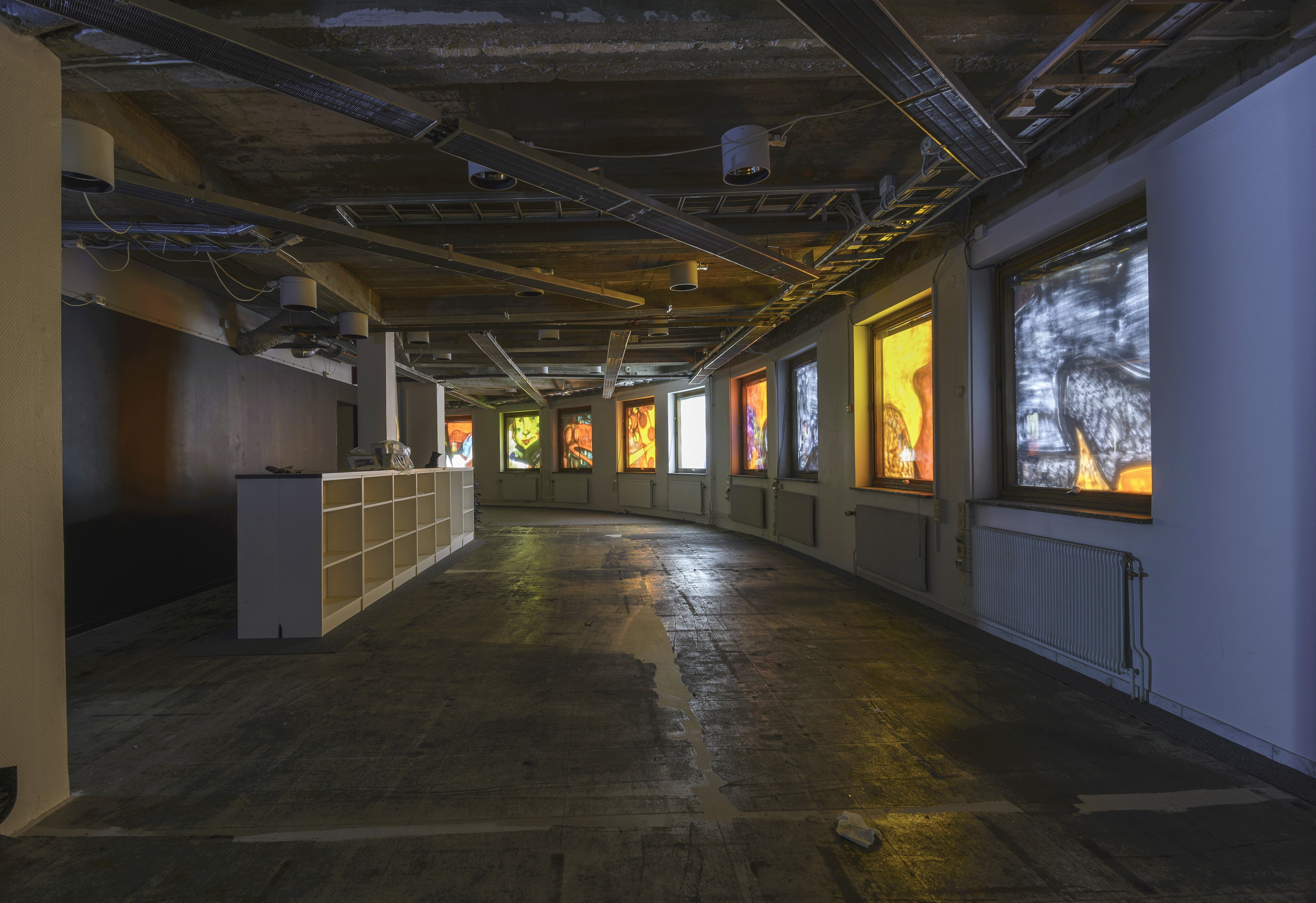
F.d. Berg & Møllers kontor; graffitin lyser genom fönstren
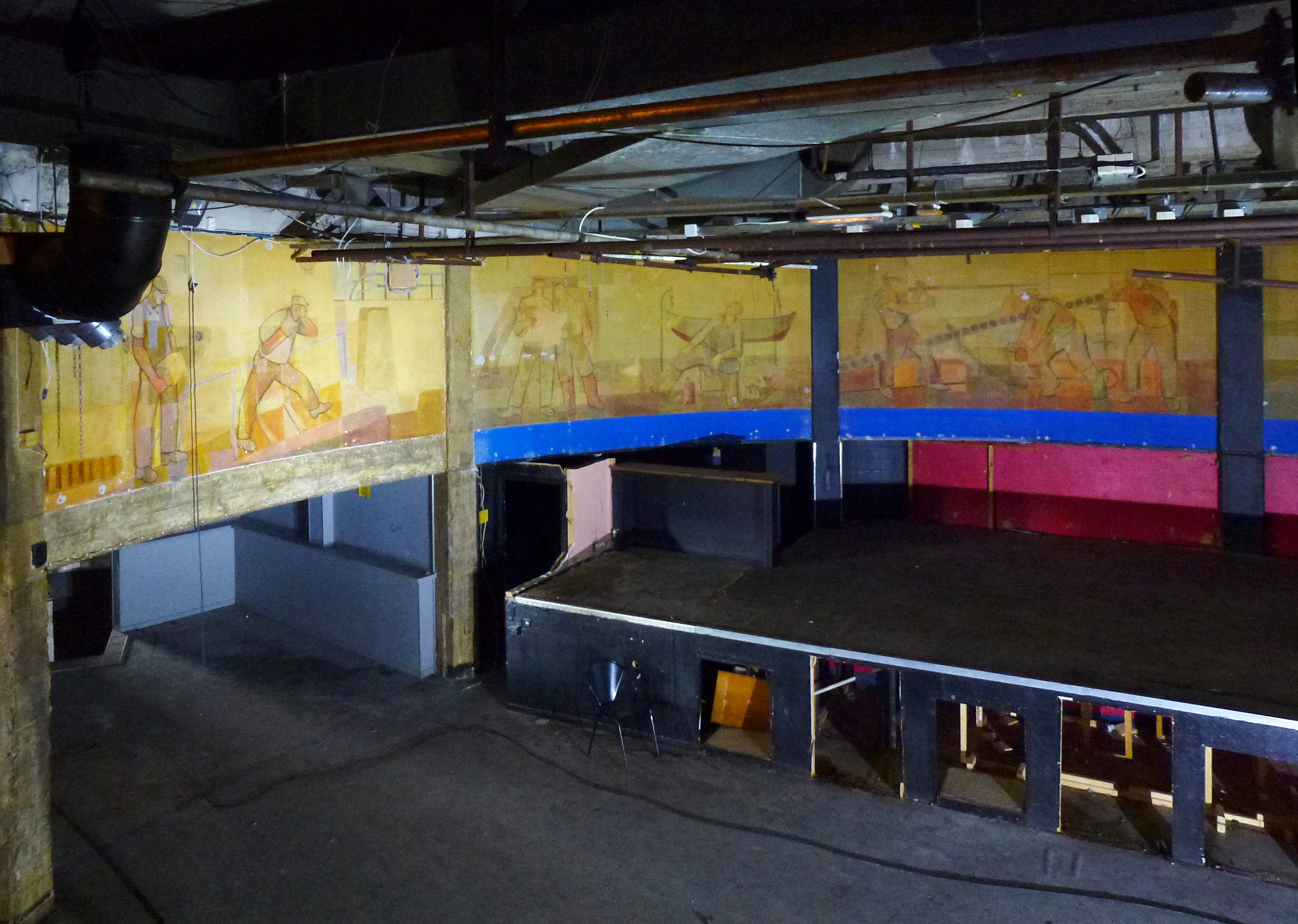
F.d. nattklubbens lokaler med Ingemar Callenbergs väggmålningar
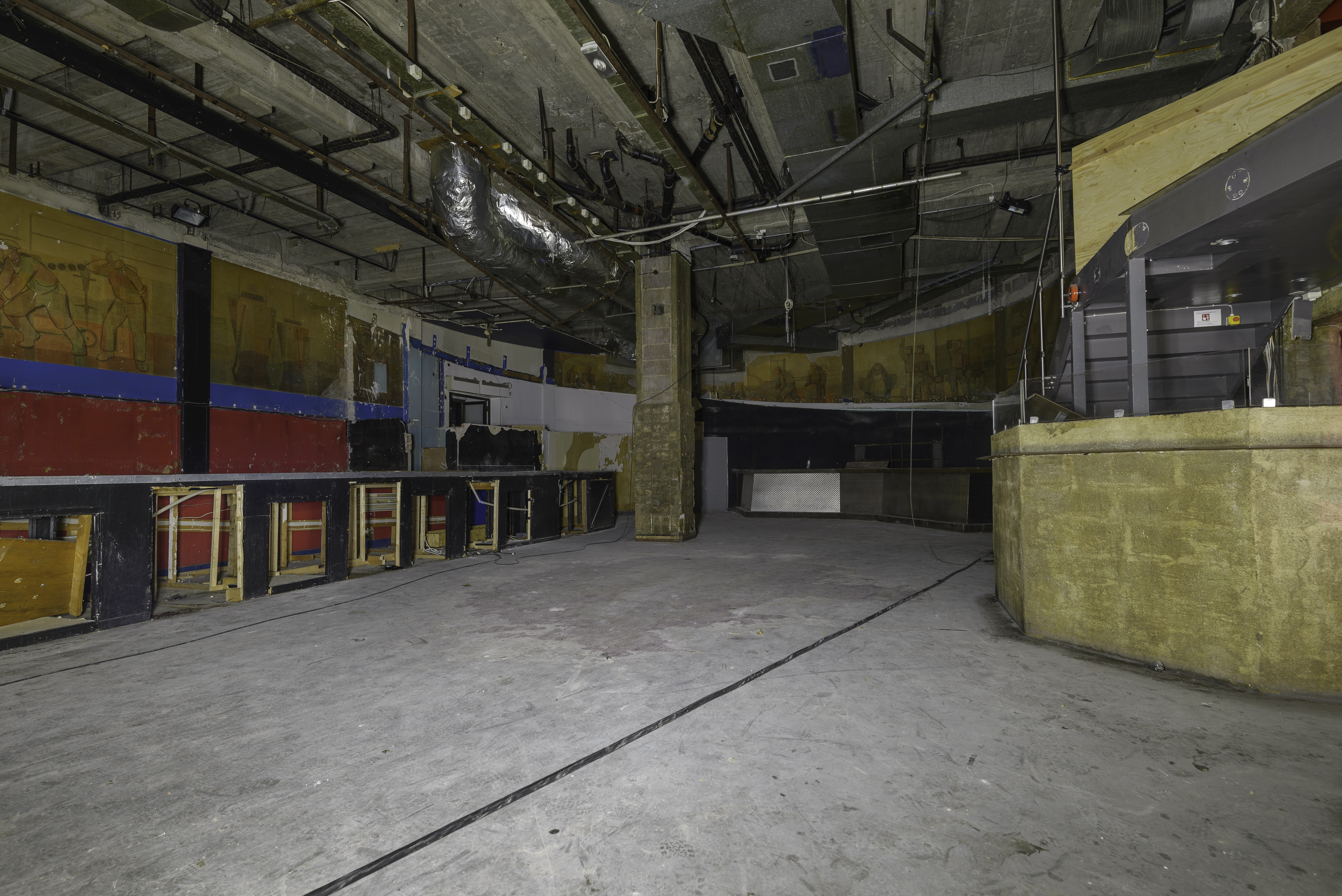
F.d. nattklubbens lokaler
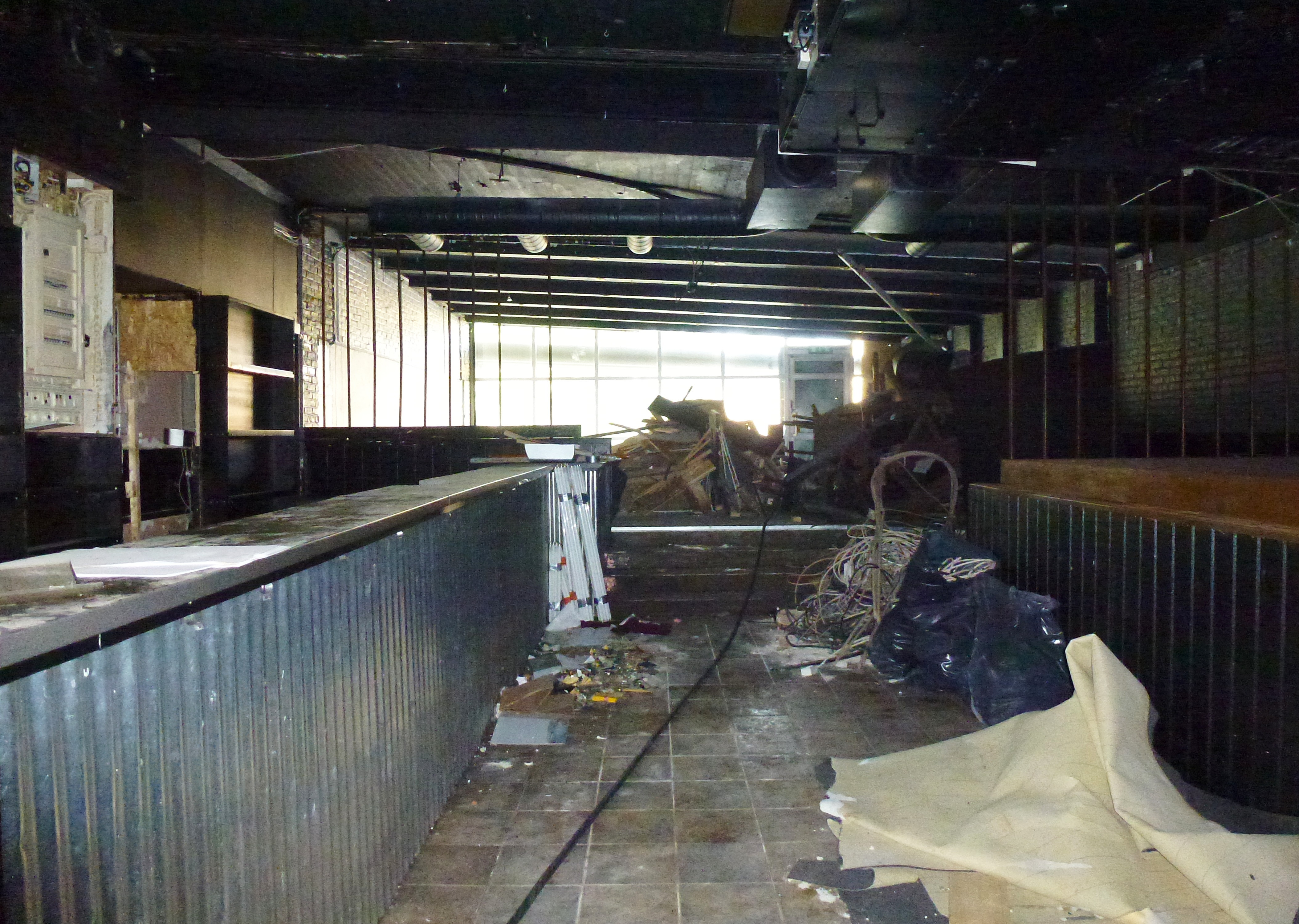
Rivning i f.d. nattklubbens lokaler